# Shot in the Dark (AC/DC)
Shot in the Dark is een nummer van de Australische hardrockband AC/DC uit 2020. Het is de eerste single van hun zeventiende studioalbum Power Up.
"Shot in the Dark" was de eerste single van AC/DC in vijf jaar, en de eerste die na het overlijden van Malcolm Young in 2017 werd uitgebracht. Volgens de band werd er voor het nummer inspiratie gehaald uit akkoorden die Young nog voor zijn overlijden had geschreven. Het nummer behaalde de 3e positie in de Australische downloadlijst. In het Nederlandse taalgebied werd het een klein radiohitje. Het bereikte in Nederland de 20e positie in de Tipparade, terwijl het in de Vlaamse Tipparade een plek lager kwam.